# Княгининська сільська рада (Демидівський район)
Княги́нинська сільська́ ра́да — орган місцевого самоврядування в Демидівському районі Рівненської області. Адміністративний центр — село Княгинине.
Ліквідована у 2018 році внаслідок об'єднання в Демидівську ОТГ.

## Загальні відомості
- Територія ради: 40,842 км²
- Населення ради: 1 310 осіб (станом на 2001 рік)
- Територією ради протікає річка Рача.

## Населені пункти
Сільській раді підпорядковані населені пункти:
- с. Княгинине
- с. Вишневе
- с. Охматків
- с. Перекалі

## Склад ради
Рада складається з 16 депутатів та голови.
- Голова ради: Ремез Алінтин Леонтійович
- Секретар ради: Хоміцька Людмила Максимівна

### Керівний склад попередніх скликань
| ПІБ                       | Основні відомості                                                                                   | Дата обрання | Дата звільнення |
| ------------------------- | --------------------------------------------------------------------------------------------------- | ------------ | --------------- |
| Ремез Алінтин Леонтійович | Сільський голова, 1966 року народження, освіта середня спеціальна, член Української Народної Партії | 26.03.2006   | 31.10.2010      |
| Ремез Алінтин Леонтійович | Сільський голова, 1966 року народження, освіта середня спеціальна, безпартійний                     | 31.10.2010   |                 |

Примітка: таблиця складена за даними сайту Верховної Ради України

### Депутати
За результатами місцевих виборів 2010 року депутатами ради стали:

#### За суб'єктами висування
| Суб'єкт висування                                       | Кількість обраних депутатів | %    |
| ------------------------------------------------------- | --------------------------- | ---- |
| Політична партія Всеукраїнське об'єднання «Батьківщина» | 6                           | 37,5 |
| Партія регіонів                                         | 3                           | 18,8 |
| Політична партія Народний Рух України                   | 3                           | 18,8 |
| Самовисування                                           | 3                           | 18,8 |
| Народна партія                                          | 1                           | 6,3  |

#### За округами
| № округу                                                | Прізвище, ім'я, по батькові    | Дата визнання обраним | Освіта                    | Партійна приналежність                        | Відомості про обраного депутата                   |
| ------------------------------------------------------- | ------------------------------ | --------------------- | ------------------------- | --------------------------------------------- | ------------------------------------------------- |
| Народна Партія                                          |                                |                       |                           |                                               |                                                   |
| 2                                                       | Ганджук Валерій Миколайович    | 03.11.2010            | Освіта середня            | член Народної партії                          | Дублянське лісництво, лісник                      |
| Партія регіонів                                         |                                |                       |                           |                                               |                                                   |
| 4                                                       | Німчук Олексій Петрович        | 03.11.2010            | Освіта вища               | член Партії регіонів                          | тимчасово не працює                               |
| 14                                                      | Цибульський Григорій Ігорович  | 03.11.2010            | Освіта середня            | член Партії регіонів                          | Княгининська загальноосвітня школа, вчитель       |
| 16                                                      | Черниш Володимир Миколайович   | 03.11.2010            | Освіта вища               | член Партії регіонів                          | тимчасово не працює                               |
| Політична партія Всеукраїнське об'єднання «Батьківщина» |                                |                       |                           |                                               |                                                   |
| 1                                                       | Гачевська Тетяна Володимирівна | 03.11.2010            | Освіта вища               | член Всеукраїнського об'єднання «Батьківщина» | Княгининська загальноосвітня школа, вчитель       |
| 5                                                       | Чичелюк Іван Степанович        | 03.11.2010            | Освіта середня            | член Всеукраїнського об'єднання «Батьківщина» | Княгининська загальноосвітня школа, слюсар        |
| 6                                                       | Слісарчук Марія Григорівна     | 03.11.2010            | Освіта вища               | член Всеукраїнського об'єднання «Батьківщина» | Княгининська загальноосвітня школа, вчитель       |
| 7                                                       | Гроголь Ірина Іванівна         | 03.11.2010            | Освіта середня спеціальна | член Всеукраїнського об'єднання «Батьківщина» | тимчасово не працює                               |
| 9                                                       | Хоміцька Людмила Максимівна    | 03.11.2010            | Освіта вища               | член Всеукраїнського об'єднання «Батьківщина» | Княгининська сільська рада, секретар              |
| 13                                                      | Саско Наталія Володимирівна    | 03.11.2010            | Освіта середня спеціальна | член Всеукраїнського об'єднання «Батьківщина» | Демидівське ательє «Надія», швея                  |
| Політична партія Народний Рух України                   |                                |                       |                           |                                               |                                                   |
| 11                                                      | Харитонюк Тарас Володимирович  | 03.11.2010            | Освіта середня            | член Народного Руху України                   | тимчасово не працює                               |
| 12                                                      | Холод Олександр Олександрович  | 03.11.2010            | Освіта середня спеціальна | член Народного Руху України                   | Перекалі фельдшерсько-акушерський пункт, фельдшер |
| 15                                                      | Ручка Катерина Андріївна       | 03.11.2010            | Освіта середня спеціальна | член Народного Руху України                   | приватний підприємець                             |
| Самовисування                                           |                                |                       |                           |                                               |                                                   |
| 3                                                       | Мацієвська Марія Андріївна     | 03.11.2010            | Освіта вища               | позапартійна                                  | тимчасово не працює                               |
| 8                                                       | Репетуха Ольга Веніамінівна    | 03.11.2010            | Освіта середня спеціальна | позапартійна                                  | тимчасово не працює                               |
| 10                                                      | Пекарська Валентина Андріївна  | 03.11.2010            | Освіта вища               | позапартійна                                  | Княгининська сільська рада, землепорядник         |

## Населення
За переписом населення України 2001 року в селі мешкало 1298 осіб.

### Мова
Розподіл населення за рідною мовою за даними перепису 2001 року:
| Мова       | Відсоток |
| ---------- | -------- |
| українська | 99,54 %  |
| російська  | 0,38 %   |
| молдовська | 0,08 %   |